# 月島
月島（つきしま）は、東京都中央区の町名。
もんじゃ焼き屋が70軒以上軒を連ねることで、日本のみならず海外からの観光客にも有名。

## 概要
1892年（明治25年）の「東京湾澪浚（みおさらい）計画」に基づき、東京湾から浚渫した土砂を利用して埋め立てられ、1891年に月島1号地（現在の月島一丁目から月島四丁目まで）、1894年に月島２号地として完成した。埋立当時の月島は、工業用地とされ、運河に面した土地には工場や倉庫が多く造られた。
1923年（大正12年）9月1日の関東大震災の直後には月島と周囲を結ぶ橋が被災し、1926年（大正15年）11月22日に相生橋が震災復興事業の最初の橋として完成するまで孤島と化した時期もあった。
比較的古い時代の埋立地なので、裏通りには木造住宅が密集したエリアがあり、狭い路地などもある。1988年（昭和63年）東京メトロ有楽町線月島駅開業。2000年（平成12年）都営地下鉄大江戸線月島駅開業。近年は高層住宅の建設が盛んに行われている。
現行行政地名は月島一丁目から月島四丁目。
地名の由来
近隣の「築地」などと同様に当初は「築島」(つきしま)と名付けられ、やがてそれが月島に変えられたという説が国語辞書に記載されている。それとは別に、東京湾内にあった月の岬という月見の名所から名付けられたという説も存在する。

## 地理
中央区沿岸部、隅田川の河口に近いエリア。元々あった佃島、石川島を拡張する形で埋め立てが行われた。月島1号地に当たる。月島2・3号地は勝どき、月島4号地は晴海に当たり、現在は月島の町域外になる。

### 地価
住宅地の地価は、2025年（令和7年）1月1日の公示地価によれば、月島2-16-9の地点で127万円/m2、月島3-25-3の地点で172万円/m2となっている。

## 名物
もんじゃ焼きが有名であり、お好み焼きも販売されている。月島において戦前からあった定番の（紅ショウガ、桜エビ、切りイカ）の具を入れて食べるお好み焼きから変わり種のお好み焼きが開発されていった。
清澄通りから2本隅田川よりにある商店街（月島西仲通り商店街：別名「もんじゃストリート」「もんじゃ通り」）には70軒以上のお好み焼き屋が軒を連ねている。
なお、この通りの二番街と三番街を繋ぐ交差点に、東京に現存する交番で最も古い建物があったが、2007年3月31日をもって、この「西仲通交番」は役目を終え、翌4月1日から建物はそのままで「西仲通地域安全センター」に移行した。

## 交通
鉄道
- 東京地下鉄有楽町線○月島駅
- 都営地下鉄大江戸線○月島駅

道路
- 清澄通り

## 世帯数と人口
2023年（令和5年）1月1日現在（中央区発表）の世帯数と人口は以下の通りである。
| 丁目       | 世帯数    | 人口     |
| ---------- | --------- | -------- |
| 月島一丁目 | 2,960世帯 | 5,910人  |
| 月島二丁目 | 1,747世帯 | 3,208人  |
| 月島三丁目 | 2,740世帯 | 4,180人  |
| 月島四丁目 | 2,131世帯 | 3,536人  |
| 計         | 9,578世帯 | 16,834人 |

### 人口の変遷
国勢調査による人口の推移。
| 年                 | 人口   |
| ------------------ | ------ |
| 1995年（平成7年）  | 9,777  |
| 2000年（平成12年） | 10,025 |
| 2005年（平成17年） | 12,568 |
| 2010年（平成22年） | 12,589 |
| 2015年（平成27年） | 14,890 |
| 2020年（令和2年）  | 16,119 |

### 世帯数の変遷
国勢調査による世帯数の推移。
| 年                 | 世帯数 |
| ------------------ | ------ |
| 1995年（平成7年）  | 4,179  |
| 2000年（平成12年） | 4,745  |
| 2005年（平成17年） | 6,608  |
| 2010年（平成22年） | 6,630  |
| 2015年（平成27年） | 8,111  |
| 2020年（令和2年）  | 8,865  |

## 学区
区立小・中学校に通う場合、学区は以下の通りとなる（2025年4月現在）。
| 丁目       | 番地 | 小学校                 | 中学校             |
| ---------- | ---- | ---------------------- | ------------------ |
| 月島一丁目 | 全域 | 中央区立佃島小学校     | 中央区立佃中学校   |
| 月島二丁目 | 全域 | 中央区立月島第三小学校 | 中央区立晴海中学校 |
| 月島三丁目 | 全域 | 中央区立月島第一小学校 | 中央区立佃中学校   |
| 月島四丁目 | 全域 | 中央区立月島第一小学校 | 中央区立佃中学校   |

## 事業所
2021年（令和3年）現在の経済センサス調査による事業所数と従業員数は以下の通りである。
| 丁目       | 事業所数  | 従業員数 |
| ---------- | --------- | -------- |
| 月島一丁目 | 214事業所 | 2,832人  |
| 月島二丁目 | 81事業所  | 1,123人  |
| 月島三丁目 | 240事業所 | 2,391人  |
| 月島四丁目 | 101事業所 | 1,730人  |
| 計         | 636事業所 | 8,076人  |

### 事業者数の変遷
経済センサスによる事業所数の推移。
| 年                 | 事業者数 |
| ------------------ | -------- |
| 2016年（平成28年） | 632      |
| 2021年（令和3年）  | 636      |

### 従業員数の変遷
経済センサスによる従業員数の推移。
| 年                 | 従業員数 |
| ------------------ | -------- |
| 2016年（平成28年） | 6,069    |
| 2021年（令和3年）  | 8,076    |

### 主な企業
- アートディンク

## 施設
- 月島特別出張所
- 月島区民館
- 中央区立月島第一小学校
- 中央区立月島第一幼稚園
- 中央区立月島図書館
- 月島第一児童公園
- 月島二丁目児童遊園
- 月島駅前児童遊園

## 同町出身の有名人
- 吉本隆明 - 評論家
- 笠井潔 - 作家
- 岡野加穂留 - 政治学者・元明治大学学長
- 小宮山俊 - 日本画家
- 車田正美 - 漫画家
- 生田與克 - 実業家
- 高緑成治 - ベーシスト（エレファントカシマシ）
- おたけ - タレント（ジャングルポケット）
- 佐月麻理子 - プロ雀士[21]

## 同町を舞台・背景とした作品
小説
- 『幸福号出帆』三島由紀夫、1956年
- 『月島慕情』浅田次郎、2002年
- 『4TEEN』石田衣良、2003年
- 『ある日、アヒルバス』山本幸久、2008年

エッセイ
- 『月島物語』四方田犬彦、1992年
- 『佃島月島游記 都会の島の物語』岸川真、2008年

映画
- 『逆襲! 殺人拳』（1974年、東映） - 主演：千葉真一
- 『ルパン三世VS名探偵コナン THE MOVIE』（2013年）

ドラマ
- 『豆腐屋直次郎の裏の顔』（1990年 - 1992年、テレビ朝日）

- 『わが町』（1992年 - 1998年）
- 『瞳』（2008年、NHK）
- 『遺留捜査 第2シリーズ』（2012年、テレビ朝日）

漫画
- 『美味しんぼ』（雁屋哲・花咲アキラ）
- 『3月のライオン』（羽海野チカ）
- 『リングにかけろ』（車田正美）
- 『月のテネメント』（塀）
- 『江戸前エルフ』（樋口彰彦）

## その他

### 日本郵便
- 郵便番号 : 104-0052[3]（集配局 : 晴海郵便局[22]）。